# Enginyeria bioquímica

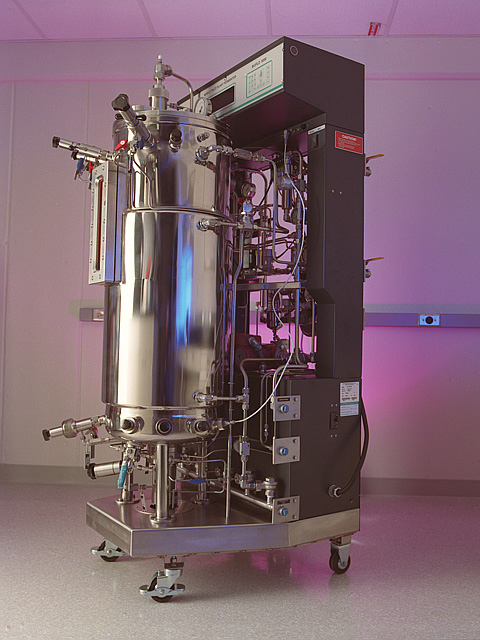
Bioreactor d'etanol a partir de cel·lulosa.

L'enginyeria bioquímica és una disciplina científica que s'encarrega de l'estudi i desenvolupament dels processos biològics, i de la preparació de primeres matèries per a la recuperació de productes rellevant per a la indústria. És fruit d'una convergència entre les branques de la biotecnologia, la bioquímica i l'enginyeria química, malgrat que comprén també aspectes de la farmacèutica, l'enginyeria biomèdica, l'enginyeria ambiental i l'enginyeria alimentària.
El camp professional de l'enginyeria química és relativament nou i es basa a adaptar el processos de laboratori i transformar-los a escala industrial. Tenen l'objectiu de dissenyar equips capaços de produir cultius cel·lulars de fins a milers de litres per tal de desenvolupar combustibles naturals, millorar l'eficàcia dels fàrmacs i processos farmacèutics, així com de desenvolupar cures per a malalties. Formulen les instruccions que els equips i bioreactors utilitzen per fer créixer i mantenir aquests cultius, i creen les especificacions d'operació utilitzades pel personal de fabricació per a mantenir la planta de fabricació funcionant sense problemes. Pel fet de treballen directament en la fabricació de grans volums de productes d'ús humà, requereixen uns coneixements i nocions relatius a la seguretat de fabricació de la planta i la seguretat dels productes que s'hi desenvolupen.
Per altra banda, també se centren en els sistemes de producció i processament d'aliments, en qualsevol aspecte que inclogui la conversió de matèries primeres en alimentació envasada i productes acabats. Poden dissenyar la producció d'aliments i els sistemes de processament corresponents, com la maquinària de producció i el treball en els dissenys dels envasos, instal·lacions d'emmagatzematge o distribució. Estretament relacionats amb els enginyers agrícoles i els tècnics d'aliments, se centren en una àmplia gamma d'organitzacions, inclosos els fabricants d'equips i els productors d'aliments i begudes.

## Subcategories disciplinàries
L'enginyeria bioquímica es desenvolupa en laboratoris corporatius d'investigació. El seu enfocament ampli inclou algunes tasques específiques com les següents:
- Enginyers metabòlics: utilitzen les eines de la genètica molecular per optimitzar la producció de metabòlits i proteïnes específiques.
- Enginyers d'enzims: utilitzen i dissenyen biocatalitzadors a fi de produir productes químics i bioquímics.
- Enginyers de teixits: estudien tots els aspectes del trasplantament de cèl·lules vives per a combatre malalties.